# Sinochrysa
Sinochrysa is een geslacht van insecten uit de familie van de gaasvliegen (Chrysopidae), die tot de orde netvleugeligen (Neuroptera) behoort.

## Soort
- S. hengduana C.-k. Yang, 1992